# Szumátrai elefánt
A szumátrai elefánt (Elephas maximus sumatranus) az emlősök (Mammalia) osztályának ormányosok (Proboscidea) rendjébe, ezen belül az elefántfélék (Elephantidae) családjába tartozó ázsiai elefánt (Elephas maximus) egyik alfaja.

## Előfordulása
A szumátrai elefánt az indonéziai Szumátra sziget egyik nagyobb testű állata. A Természetvédelmi Világszövetség (IUCN) becslései szerint az 1940-es évektől kezdve az állománya 80%-kal csökkent. Az élőhelyének elvesztése és feldarabolódása, valamint az orvvadászat tovább rontják a helyzetét. 2007-ben a vadonban körülbelül 2400-2800 példány létezett; további néhány egyedet tartottak 25 tenyésztelepen.

## Megjelenése
Ez az ázsiai elefánt alfaj, habár szigeti állományt képez nem sokkal kisebb mint a kontinentális fajtársa. Átlagos marmagassága 2-3 méter, testtömege 2-4 tonna. Bőre az indiai elefánténál (Elephas maximus indicus) és a ceyloni elefánténál (Elephas maximus maximus) világosabb árnyalatú; továbbá kevesebb rózsaszín folttal rendelkezik.

## Fordítás
- Ez a szócikk részben vagy egészben  a   Sumatran elephant című angol Wikipédia-szócikk ezen változatának fordításán alapul.  Az eredeti cikk szerkesztőit annak laptörténete sorolja fel. Ez a jelzés csupán a megfogalmazás eredetét és a szerzői jogokat jelzi, nem szolgál a cikkben szereplő információk forrásmegjelöléseként.